# Championnats d'Europe d'athlétisme en salle 1989
Navigation
Les 20e Championnats d'Europe d'athlétisme en salle se sont déroulés les 18 et 19 février 1989 au Houtrust de La Haye, aux Pays-Bas. 24 épreuves figurent au programme (13 masculines et 11 féminines).

## Résultats

### Hommes
| Épreuves         | Or                                                  | Argent                                        | Bronze                                           |
| 60 m             | Andreas Berger Autriche 6 s 56                      | Matthias Schlicht Allemagne de l'Ouest 6 s 58 | Michael Rosswess Royaume-Uni 6 s 59              |
| 200 m            | Ade Mafe Royaume-Uni 20 s 92                        | John Regis Royaume-Uni 21 s 00                | Bruno Marie-Rose France 21 s 14                  |
| 400 m            | Cayetano Cornet Espagne 46 s 21                     | Brian Whittle Royaume-Uni 46 s 49             | Klaus Just Allemagne de l'Ouest 46 s 80          |
| 800 m            | Steve Heard Royaume-Uni 1 min 48 s 84               | Rob Druppers Pays-Bas 1 min 48 s 96           | Joachim Heydgen Allemagne de l'Est 1 min 49 s 75 |
| 1 500 m          | Hervé Phélippeau France 3 min 47 s 42               | Han Kulker Pays-Bas 3 min 47 s 57             | Sergey Afanasyev Union soviétique 3 min 47 s 63  |
| 3 000 m          | Dieter Baumann Allemagne de l'Ouest 7 min 50 s 43   | Abel Antón Espagne 7 min 51 s 88              | Jacky Carlier France 7 min 52 s 23               |
| 60 mètres haies  | Colin Jackson Royaume-Uni 7 s 59                    | Holger Pohland Allemagne de l'Est 7 s 65      | Philippe Tourret France 7 s 67                   |
| 5 km marche      | Mikhail Shchennikov Union soviétique 18 min 35 s 60 | Roman Mrázek Tchécoslovaquie 18 min 40 s 11   | Giovanni De Benedictis Italie 18 min 43 s 45     |
| Saut en hauteur  | Dietmar Mögenburg Allemagne de l'Ouest 2,33 m       | Dalton Grant Royaume-Uni 2,33 m               | Aleksey Yemelin Union soviétique 2,30 m          |
| Saut à la perche | Grigoriy Yegorov Union soviétique 5,75 m            | Igor Potapovich Union soviétique 5,75 m       | Mirosław Chmara Pologne 5,70 m                   |
| Saut en longueur | Emiel Mellaard Pays-Bas 8,14 m                      | Antonio Corgos Espagne 8,12 m                 | Frans Maas Pays-Bas 8,11 m                       |
| Triple saut      | Nikolay Musiyenko Union soviétique 17,29 m          | Volker Mai Allemagne de l'Est 17,03 m         | Milan Mikuláš Tchécoslovaquie 16,84 m            |
| Lancer du poids  | Ulf Timmermann Allemagne de l'Est 21,68 m           | Karsten Stolz Allemagne de l'Ouest 20,22 m    | Georg Andersen Norvège 20,22 m                   |

### Femmes
| Épreuves         | Or                                             | Argent                                            | Bronze                                            |
| 60 m             | Nelli Fiere-Cooman Pays-Bas 7 s 15             | Laurence Bily France 7 s 19                       | Sisko Hanhijoki Finlande 7 s 23                   |
| 200 m            | Marie-José Pérec France 23 s 21                | Regula Aebi Suisse 23 s 38                        | Sabine Tröger Autriche 23 s 35                    |
| 400 m            | Sally Gunnell Royaume-Uni 52 s 04              | Marina Shmonina Union soviétique 52 s 36          | Anita Protti Suisse 52 s 57                       |
| 800 m            | Doina Melinte Roumanie 1 min 59 s 89           | Ellen Kiessling Allemagne de l'Est 2 min 01 s 24  | Tatyana Grebenchuk Union soviétique 2 min 01 s 63 |
| 1 500 m          | Paula Ivan Roumanie 4 min 07 s 16              | Marina Yachmenyova Union soviétique 4 min 07 s 77 | Svetlana Kitova Union soviétique 4 min 08 s 36    |
| 3 000 m          | Elly van Hulst Pays-Bas 9 min 10 s 01          | Nicky Morris Royaume-Uni 9 min 12 s 37            | Maricica Puica Roumanie 9 min 15 s 49             |
| 60 mètres haies  | Yordanka Donkova Bulgarie 7 s 87               | Lyudmila Narozhilenko Union soviétique 7 s 94     | Gabi Lippe Allemagne de l'Ouest 7 s 96            |
| 3 km marche      | Beate Anders Allemagne de l'Est 12 min 21 s 91 | Ileana Salvador Italie 12 min 32 s 43             | María Reyes Sobrino Espagne 12 min 39 s 50        |
| Saut en hauteur  | Galina Astafei Roumanie 1,96 m                 | Hanne Haugland Norvège 1,96 m                     | Maryse Ewanje-Epée France 1,91 m                  |
| Saut en longueur | Galina Chistyakova Union soviétique 6,98 m     | Yolanda Chen Union soviétique 6,86 m              | Ringa Ropo-Junnila Finlande 6,62 m                |
| Lancer du poids  | Stephanie Storp Allemagne de l'Ouest 20,30 m   | Heike Hartwig Allemagne de l'Est 20,03 m          | Iris Plotzitzka Allemagne de l'Ouest 19,79 m      |

## Tableau des médailles
| Rang | Nation               | Or | Argent | Bronze | Total |
| ---- | -------------------- | -- | ------ | ------ | ----- |
| 1    | Union soviétique     | 4  | 5      | 4      | 13    |
| 2    | Royaume-Uni          | 4  | 4      | 1      | 9     |
| 3    | Allemagne de l'Ouest | 3  | 2      | 4      | 9     |
| 4    | Pays-Bas             | 3  | 2      | 1      | 6     |
| 5    | Roumanie             | 3  | 0      | 1      | 4     |
| 6    | Allemagne de l'Est   | 2  | 4      | 0      | 6     |
| 7    | France               | 2  | 1      | 4      | 7     |
| 8    | Espagne              | 1  | 2      | 1      | 4     |
| 9    | Autriche             | 1  | 0      | 1      | 2     |
| 10   | Bulgarie             | 1  | 0      | 0      | 1     |
| 11   | Italie               | 0  | 1      | 1      | 2     |
| 11   | Norvège              | 0  | 1      | 1      | 2     |
| 11   | Suisse               | 0  | 1      | 1      | 2     |
| 11   | Tchécoslovaquie      | 0  | 1      | 1      | 2     |
| 15   | Finlande             | 0  | 0      | 2      | 2     |
| 16   | Pologne              | 0  | 0      | 1      | 1     |